# Rugby Europe Women's Championship 2016
El Rugby Europe Women's Championship (Campeonato Europeo de Rugby Femenino) del 2016 fue la vigésimo primera edición del torneo femenino de rugby.

## Equipos participantes
- Selección femenina de rugby de Bélgica
- Selección femenina de rugby de España
- Selección femenina de rugby de Países Bajos
- Selección femenina de rugby de República Checa
- Selección femenina de rugby de Rusia
- Selección femenina de rugby de Suiza

## Resultados

### Grupo A
| Pos. | Equipo          | Encuentros | Encuentros | Encuentros | Encuentros | Tantos  | Tantos    | Tantos     | Puntos Totales |
| Pos. | Equipo          | jugados    | ganados    | empatados  | perdidos   | a favor | en contra | diferencia | Puntos Totales |
| ---- | --------------- | ---------- | ---------- | ---------- | ---------- | ------- | --------- | ---------- | -------------- |
| 1    | España          | 2          | 2          | 0          | 0          | 173     | 0         | +173       | 6              |
| 2    | Bélgica         | 1          | 1          | 0          | 1          | 20      | 81        | -61        | 4              |
| 3    | República Checa | 2          | 0          | 0          | 2          | 5       | 117       | -112       | 2              |

| 6 de octubre | España | 76 - 0 | Bélgica | Madrid, España |  |

| 9 de octubre | España | 97 - 0 | República Checa | Madrid, España |  |

| 12 de octubre | Bélgica | 20 - 5 | República Checa | Madrid, España |  |

### Grupo B
| Pos. | Equipo       | Encuentros | Encuentros | Encuentros | Encuentros | Tantos  | Tantos    | Tantos     | Puntos Totales |
| Pos. | Equipo       | jugados    | ganados    | empatados  | perdidos   | a favor | en contra | diferencia | Puntos Totales |
| ---- | ------------ | ---------- | ---------- | ---------- | ---------- | ------- | --------- | ---------- | -------------- |
| 1    | Países Bajos | 2          | 2          | 0          | 0          | 77      | 17        | +60        | 6              |
| 2    | Rusia        | 1          | 1          | 0          | 1          | 68      | 22        | +46        | 4              |
| 3    | Suiza        | 2          | 0          | 0          | 2          | 0       | 106       | -106       | 2              |

| 6 de octubre | Países Bajos | 55 - 0 | Suiza | Madrid, España |  |

| 9 de octubre | Países Bajos | 22 - 17 | Rusia | Madrid, España |  |

| 12 de octubre | Suiza | 0 - 51 | Rusia | Madrid, España |  |

### Quinto Puesto
| 15 de octubre | República Checa | 12 - 24 | Suiza | Madrid, España |  |

### Tercer Puesto
| 15 de octubre | Rusia | 74 - 5 | Bélgica | Madrid, España |  |

### Final
| 15 de octubre | España | 35 - 7 | Países Bajos | Madrid, España |  |

| Bandera de España |
| Campeón España    |
| Quinto título     |